# IHK Limburg

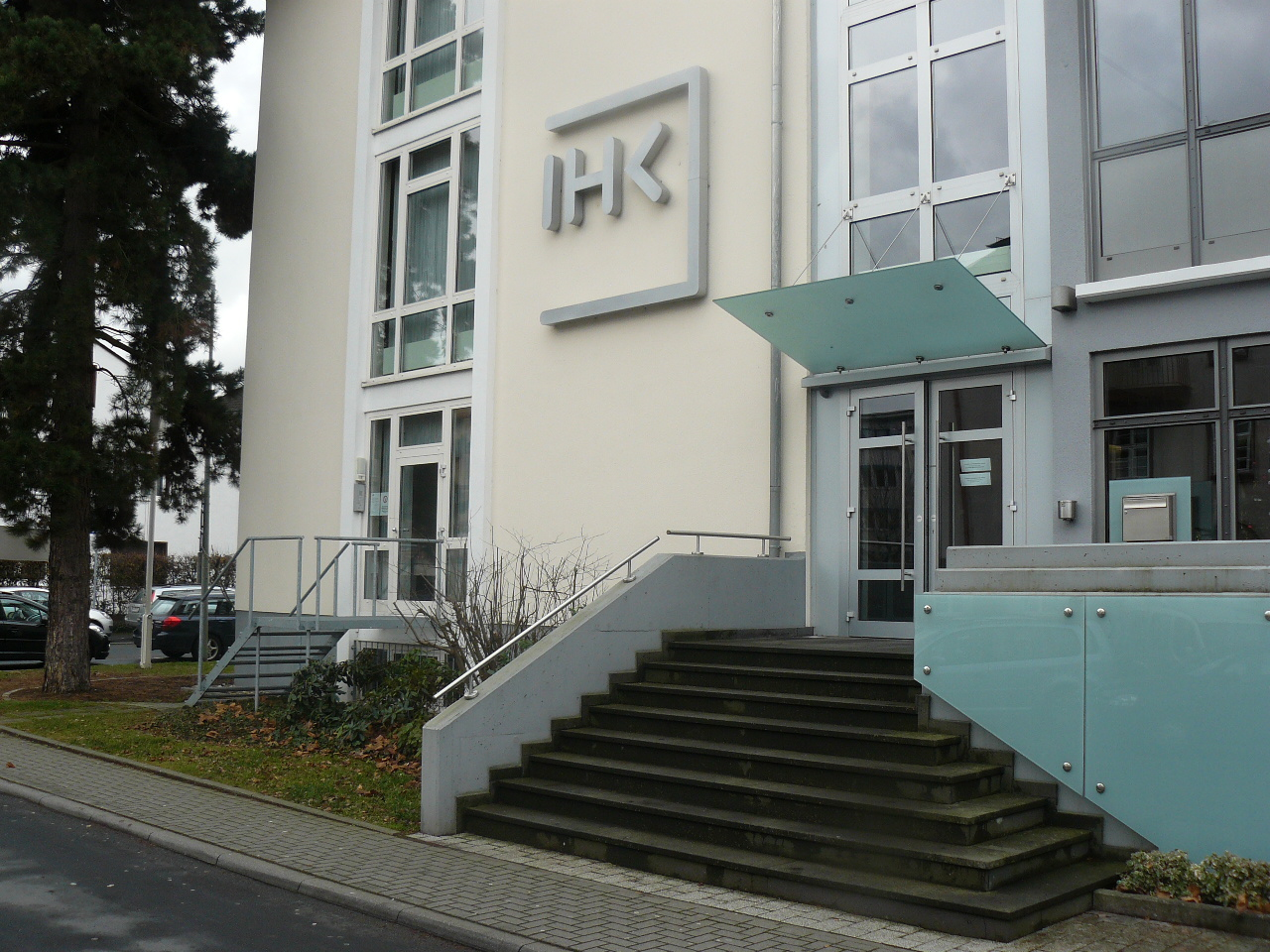
IHK Limburg

Die IHK Limburg ist die Industrie- und Handelskammer für die gewerbliche Wirtschaft im Landkreis Limburg-Weilburg mit Sitz in Limburg an der Lahn. Auf gesetzlicher Grundlage vertritt sie das Gesamtinteresse ihrer rund 13.500 Mitgliedsunternehmen (Stand: 30. Juni 2018) gegenüber Politik und Verwaltung, erfüllt hoheitliche, vom Staat übertragene Aufgaben und fördert Unternehmen mit ihren Dienstleistungen und Beratungen.

## Geschichte

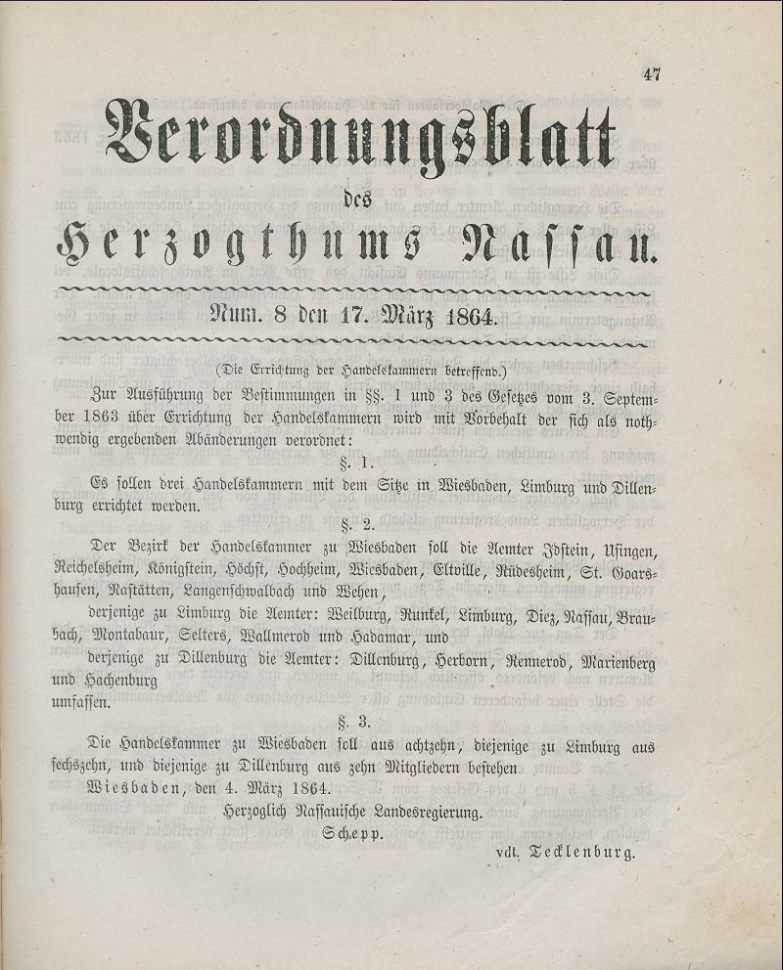
Verordnungsblatt des Herzogtums Nassau, 1864, S. 47

In einer Verordnung vom 3. September 1863 ordnete die Regierung des Herzogtums Nassau die flächendeckende Errichtung von Handelskammern für das gesamte Herzogtum Nassau an. Dieses Vorhaben wurde mit der Ausführungsverordnung vom 4. März 1864 umgesetzt. Diese Verordnung bestimmt die Städte Wiesbaden, Limburg und Dillenburg als Handelskammersitz. Die Handelskammer Limburg umfasst die Ämter Weilburg, Runkel, Limburg, Diez, Nassau, Braubach, Montabaur, Selters/Ww., Wallmerod und Hadamar. Wahlberechtigt waren alle volljährigen Männer, die Eigentümer eines im Handelsregister eingetragenen Unternehmens waren. Noch im selben Monat fanden die Wahlen zur Handelskammer statt. Die 16 gewählten Mitglieder der Handelskammer Limburg traten am 26. Februar 1865 zu ihrer konstituierenden Sitzung zusammen und wählten den Kaufmann Friedrich Viglius aus Limburg zu ihrem ersten Vorsitzenden.
Mit der Annexion des Herzogtums Nassau durch Preußen im Jahr 1866 änderte sich für die Kammer zunächst einmal nichts. Das preußische Handelskammergesetz vom 24. Februar 1870 schaffte ein einheitliches Recht für alle preußischen Kammern. Auch hier waren die Auswirkungen auf die Limburger Kammer gering. Neu war, dass nun auch Bergwerksbetreiber mit einer Jahresproduktion von mehr als 3000 Talern Kammermitglied wurden. Als Auswirkung der preußischen Kreisreform von 1885 traten im Jahr 1890 auch in Bezug auf den Kammerbezirk Limburg eine Änderung ein. Der Amtsbezirk Camberg kam hinzu, wogegen einige Gemeinden des Amtes Selters/Ww. an die Handelskammer Dillenburg abgegeben wurden.
Die Novelle zum preußischen Handelskammergesetz verlieh 1897 den Handelskammern den Status von öffentlich-rechtlichen Körperschaften, der es ihnen ermöglichte, Anstalten zu errichten und zu unterhalten, die der Förderung des Handels dienen. Die Handelskammer Limburg mietete 1907 erstmals eigene Geschäftsräume an. Bislang waren die Privaträume des jeweiligen Sekretärs bzw. Syndikus das Kammerbüro gewesen. Durch Verordnungen vom 1. April 1924 wurden die preußischen Handelskammern in „Industrie- und Handelskammern“ umbenannt. Damit wurde die Bedeutung der Industrie für das Wirtschaftsleben Rechnung getragen. Zugleich erhielten die Kammern das Recht, mit benachbarten Kammern Zweckverbände einzugehen.
Am 5. Januar 1925 trat die IHK Limburg dem im Vorjahr von den Industrie- und Handelskammern Dillenburg, Frankfurt am Main und Wetzlar gegründeten Verband Hessen-Nassauischer Industrie- und Handelskammern bei. Wiesbaden schloss sich erst 1928 dem Zweckverband an. Vor dem Hintergrund der nationalsozialistischen Gleichschaltungspolitik traten im März 1933 die Mitglieder geschlossen zurück, um Neuwahlen zu ermöglichen. Danach gilt das Führerprinzip: Der Präsident wurde nicht mehr gewählt, sondern vom Reichswirtschaftsminister auf Vorschlag des NSDAP-Gauleiters ernannt. Der Präsident wiederum ernannte seine Stellvertreter und die übrigen Beiratsmitglieder. Am 28. April wurde die IHK Limburg in die neu gegründete IHK für das Rhein-Mainische Wirtschaftsgebiet eingegliedert. Sie blieb aber als Bezirksstelle mit eigenem Präsidenten und Beirat bestehen. Mit Jahresbeginn 1943 wurde die IHK für das Rhein-Mainische Wirtschaftsgebiet aufgelöst und ging in der Gauwirtschaftskammer Rhein-Main auf, in der auch die Handwerkskammern und die früheren Wirtschaftsverbände vertreten waren. Aber auch jetzt blieb die frühere IHK Limburg als Bezirksstelle der Gauwirtschaftskammer Rhein-Main bestehen. Nach der Zeit des Nationalsozialismus und der Auflösung der Gauwirtschaftskammern formierte sich die IHK Limburg bereits im April 1945 mit Billigung und Unterstützung der amerikanischen Militärregierung wieder neu und spielten beim Wiederaufbau der Wirtschaft in der Region eine zentrale Rolle. Mit der Einrichtung einer französischen Zone und der späteren Gründung des Landes Rheinland-Pfalz verlor die IHK Limburg allerdings zwei Drittel ihres Bezirks, der fortan nur noch aus den Kreisen Limburg und Weilburg bestand.
Am 10. Januar 1946 verordnete die Landesregierung förmlich die Aufhebung der Gauwirtschaftskammern in Hessen und die Wiederherstellung des Rechtes von 1933. Die Dienstaufsicht über die Kammern sollte der Minister für Wirtschaft und Verkehr wahrnehmen. Diese Regelungen stießen auf den Widerspruch der amerikanischen Besatzungsmacht: Diese sahen in der öffentlich-rechtlichen Stellung der Kammern ein wichtiges Instrument der Lenkung der Wirtschaft in der Zeit des Nationalsozialismus. In Umsetzung der amerikanischen Forderungen verordnete die Staatsregierung daher im Mai 1946 die Wahrnehmung öffentlich-rechtlicher Aufgaben und ordnete an, die Kammern als privatrechtliche Vereine ohne Pflichtmitgliedschaft weiterzuführen. Die endgültigen Regelungen für die Kammer, ihre Kompetenzen und ihre Wahl wurde mit Runderlass vom 5. Dezember 1846 festgelegt. Die Folge des Wegfalls der Pflichtmitgliedschaft war das Austreten einer größeren Zahl von Kleingewerbetreibenden. Die größeren Kammern büßten bis zu 50 % der Mitglieder ein, die kleineren zwischen sieben und fünfzehn Prozent.
Mit dem Besatzungsstatut gewann die Bundesrepublik im Jahr 1949 einen guten Teil ihrer Souveränität zurück. Außer Bayern und Hessen kehrten nun die Länder der amerikanischen Besatzungszone zum Modell öffentlich-rechtlicher Kammern zurück (in der britischen und französischen Zone war dies bereits direkt nach dem Krieg so gewesen). Das SPD-regierte Hessen hatte völlig andere Pläne: Hier sollten nach dem Willen der Regierung die IHKs aufgelöst und durch Wirtschaftskammern ersetzt werden. Diese sollten paritätisch durch Arbeitgeber und Arbeitnehmer besetzt werden. Die Arbeitgebervertreter sollten durch die Wirtschaftsverbände, die Arbeitnehmervertreter durch die Gewerkschaften benannt werden. Diese Planungen kamen jedoch nicht zur Umsetzung, da stattdessen eine bundeseinheitliche Regelung getroffen wurde.
Mit Inkrafttreten des „Gesetzes zur vorläufigen Regelung des Rechts der Industrie- und Handelskammer“ am 22. Dezember 1956 werden die Kammern wieder zu Körperschaften des öffentlichen Rechts. Der Beirat einer Kammer trägt nun die Bezeichnung „Vollversammlung“.
Am 12. Juli 1957 weihte die IHK Limburg ihr Gebäude (Baujahr 1956) in der Walderdorffstraße 7 ein. Bis dahin hatte man sich mit angemieteten Büros begnügt.

## Organisation
An der Spitze der IHK stehen der ehrenamtliche Präsident und die Hauptgeschäftsführerin. Das Präsidium der Kammer besteht aus dem Präsidenten und drei Vizepräsidenten.
Die Vollversammlung, das „Parlament der Wirtschaft“, wird von den Mitgliedsunternehmen gewählt. Jedes Mitgliedsunternehmen hat eine Stimme, unabhängig von der Unternehmensgröße. Die derzeitige Wahlperiode begann am 1. April 2024 und endet am 31. März 2029.
Die Hauptgeschäftsführerin führt die IHK hauptamtlich und vertritt zusammen mit dem Präsidenten die Industrie- und Handelskammer rechtsgeschäftlich.

## Geschäftsbereiche
Die hauptamtliche Arbeit ist in folgenden Geschäftsbereichen organisiert:
- Aus- und Weiterbildung
- Existenzgründung und Unternehmensförderung
- Finanzen und Organisation
- Recht & Fair Play
- Standortpolitik und International

## Zahlen
Die IHK Limburg verfügt im Wirtschaftsjahr 2023 über Erträge von rd. 3,6 Millionen Euro, davon rd. 2,7 Millionen Euro aus Beiträgen der rund 12.900 Mitglieder. Die Staffelung der Grundbeiträge sieht, je nach Art, Umfang und Leistungsfähigkeit des IHK-Mitglieds, Beträge von 51 Euro, 102 Euro, 214 Euro oder 357 Euro vor. Die IHK beschäftigt derzeit 30 Mitarbeiter. Davon sind drei Auszubildende.

## Präsidenten
- Friedrich Viglius (1826–1874), Tuchfabrik, Limburg: 1865–1871
- Hubert Anton Hilf (1820–1909), H.A. Hilf & Cie, Limburg: 1871–1907
- Louis Hille (1858–1908), Hille & Meyer, Material- und Farbwarengroßhandel, Limburg: 1907–1908
- Theodor Kirchberger (1849–1926), Großhandlung für Landprodukte und Kolonialwaren, Weilburg: 1909–1924
- Carl Deidesheimer (1872–1930), Blechwarenfabrik Limburg GmbH, Limburg: 1924–1925
- Louis Gotthardt (1870–1932), Malz- und Getreidegroßhandlung: 1925–1932
- Jakob Christian Schmidt (1881–1967), Drahtwerk C.S. Schmidt AG, Niederlahnstein: 1932–1933
- Rudolph Schmidt (1895–1954), Drahtwerk C.S. Schmidt AG, Niederlahnstein: 1933–1942
- Erich Schäfer (1894–1981), Steedener Kalkwerk & Co. GmbH, Limburg: 1942–1945
- Friedrich Hammerschlag (1888–1972), Peter Josef Hammerschlag, Lebensmittelgroßhandel, Limburg: 1945–1947
- Theodor Ohl (1902–1977), Limburger Eisengießerei und Maschinenfabrik Theodor Ohl GmbH: 1947–1951
- Anton Wilhelm Becker (1901–1978), Blechwarenfabrik Limburg GmbH, Limburg: 1951–1969
- Konrad Fischer (1914–1995), Eisen-Fischer GmbH & Co. KG, Limburg: 1969–1982
- Edgar Roos (1931–2013), Buderus AG, Werk Staffel: 1982–1990
- Paul-Friedhelm Scheu (* 1941), Scheu Fahrzeugeinrichtungen GmbH, Weilburg: 1990–2002
- Günther Schmidt (* 1947), Stephan Schmidt KG, Dornburg: 2002–2012
- Ulrich Heep (* 1961), Straton IT-Consulting AG, Limburg: 2012–2024
- Julia Häuser (* 1977), Eisen-Fischer GmbH & Co. KG, Limburg: seit 2024